# Jiries Jamis Sumar
Jiries Martín Jamis Sumar (San Isidro, 22 de agosto de 1977) es un abogado y político peruano. Fue alcalde del distrito de Santa María del Mar y presidente de la Mancomunidad de los Balnearios de Lima desde enero del 2019 hasta diciembre del 2022.
Es fundador de la firma legal Jamis, Dalguerre & Asociados y presidente del Observatorio Marino Costero Peruano y miembro de directorios de empresas privadas y entidades públicas, autor de libros, publicaciones, columnas y revistas. Actualmente conduce un programa de entrevistas en televisión de señal abierta.

## Biografía
Jiries Jamis nació en el distrito de San Isidro de la ciudad de Lima, el 22 de agosto de 1977.
Es egresado de la Universidad de San Martín de Porres, donde estudió la carrera de Derecho y se graduó como abogado en el año 2002. Culminó estudios de maestría y realizó cursos postgrado en las Universidades de Salamanca - España y Buenos Aires - Argentina. Egresado del Dirección Estratégica para la Defensa y Administración de Crisis por la Escuela Superior de Guerra Naval del Perú y por la dirección de Estudios Hemisféricos par la defensa de los Estados Unidos de América. Certificado como consultor en Sostenibilidad y Gestión Ambiental por la Universidad de Salamanca. 
Fue catedrático universitario en diversas materias del derecho y de la Policía Nacional del Perú, en el frente policial VRAEM (Zona de Emergencia) en Técnicas y Procedimiento de Control de Multitudes y Disturbios en el Marco de los Estándares Internacionales del Uso de la Fuerza. 
Coautor del libro Santa María del Mar Historia, Naturaleza y Visión del Futuro con el reconocido Biólogo Yuri Hooker Mantilla. Fundador de Santa María Journal, columnista de diversas revistas y publicaciones de contendido jurídico, político y de realidad nacional e internacional.
Ha sido miembro del directorios de asociaciones y empresas privadas y de entidades públicas, como Empresa Municipal de Apoyo a Proyectos Estratégicos S.A.. (EMAPE) y de la Superintendencia de Administración Tributaria (SAT).
A la fecha se desempeña en el sector privado y conduce un programa de entrevista de señal abierta en el canal 20 "BackStage" por el canal TRIVU TV.

## Carrera política

### Alcalde de Santa María del Mar
Se inicia en la política cuando postula a la alcaldía del distrito de Santa María del Mar en las elecciones municipales del 2018 por el partido político Restauración Nacional. Jamis logró ser elegido como alcalde y como presidente de la Mancomunidad de los Balnearios del Sur de Lima por los alcaldes de dicha jurisdicción para el periodo municipal 2019-2022.
Defensor de la residencialidad en su distrito y creador de áreas de Reserva Ambiental. Asimismo, enfrentó mafias de tráfico de terreno, siendo objeto de denuncias penales, por parte de los desarrolladores inmobiliarias, las cuales se encuentran ya archivadas.
Su gestión se caracterizó por haber plasmado su vocación ambientalista logrando el reconocimiento ambiental más importante del Perú en la edición bicentenario por la creación de Bosques Urbanos para mejorar la calidad de vida de sus ciudadanos, posicionando a su vez a la Municipalidad de Santa María del Mar como una entidad Eco-Eficiente en el Perú y obteniendo el reconocimiento internacional como Ciudad Árbol por la Organización de las Naciones Unidas (ONU). 

## Controversias
En septiembre del año 2022, Jiries Jamis fue intervenido por el Ministerio Público y por la Policía Nacional del Perú por el presunto delito de peculado.
Luego de culminar su gestión municipal, Jamis fue contratado como asesor en la Municipalidad Metropolitana de Lima a cargo de Rafael López Aliaga en el año 2023 y su nombramiento generó polémicas debido a las denuncias de peculado en su contra.